# توم غروس

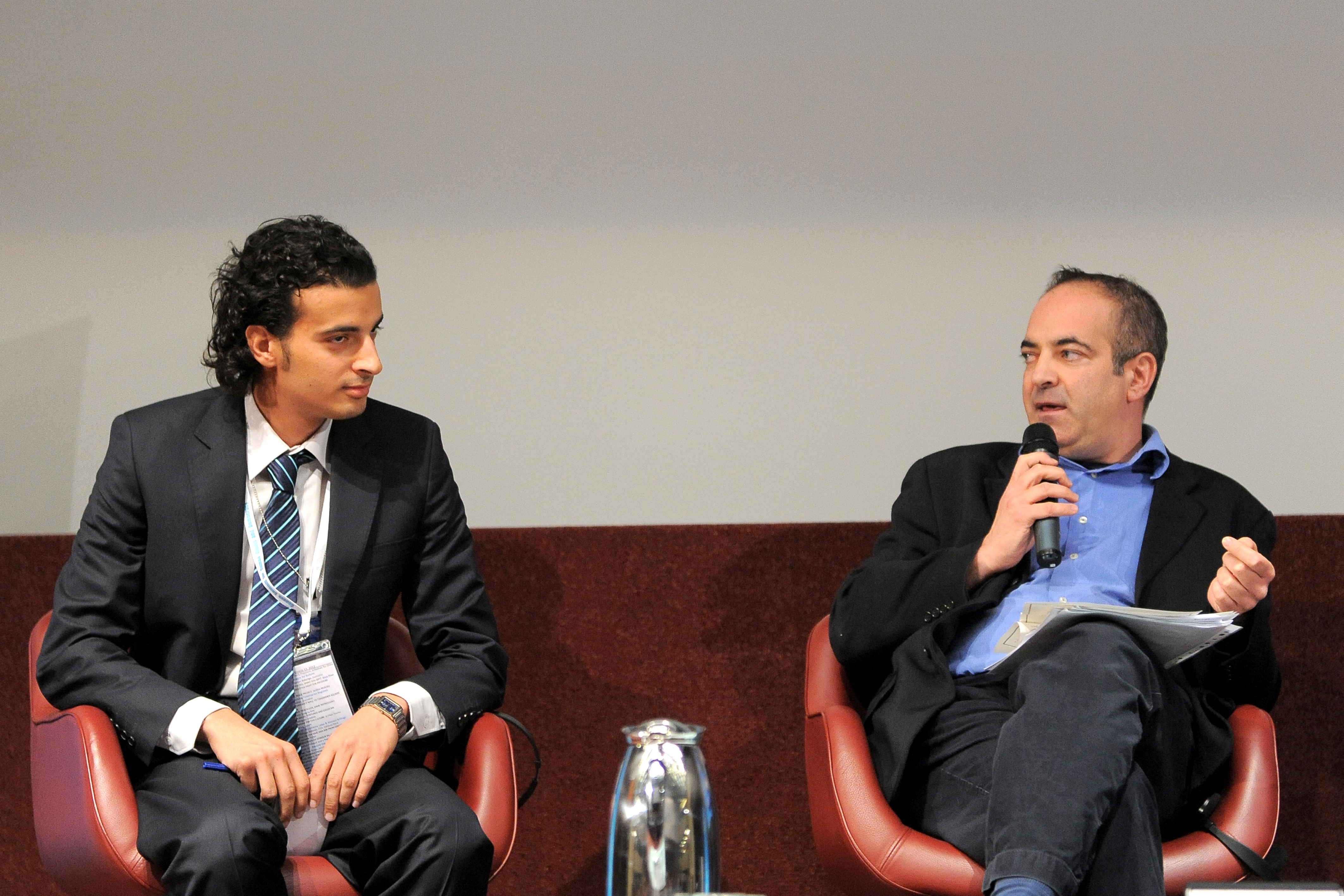
توم غروس (يمين) يجرى معه مقابلة المنشق المصري والسجين السياسي السابق مايكل نبيل سند في قمة جنيف لعام 2012 لحقوق الإنسان.

توم غروس (بالإنجليزية: Tom Gross)‏ صحفي ومعلق للشؤون الدولية وناشط في مجال حقوق الإنسان متخصص في الشرق الأوسط بريطاني المولد. في عام 2014 كتب مسؤول سابق في البنتاغون مايكل روبين أن «توم غروس هو على الأرجح مراقب أوروبا الرئيسي في الشرق الأوسط». دعا إلى حقوق الأقليات الغجر والدومر والكرد واليزيديين وغيرهم.
كتب على نطاق واسع عن حقوق الإنسان في جميع أنحاء العالم من كوريا الشمالية إلى موريتانيا وانتقد الأمم المتحدة لعدم بذل المزيد من الجهود لتعزيز الحرية.
كما أجرى العديد من المقابلات على مراحل بما في ذلك مع رهين فرنسي اختطفته داعش في سوريا وتلميذة نيجيرية اختطفتها بوكو حرام في نيجيريا ومع زوجة المدون الليبرالي السعودي المسجون سياسيا رائف بدوي.
كان غروس سابقا مراسل القدس لصحيفة سنداي تلغراف ونيويورك ديلي نيوز. هو مساهم في صحيفة وول ستريت جورنال وويكلي ستاندارد وناتيونال ريفيو وهافينغتون بوست في الولايات المتحدة وذي ناتيونال بوست في كندا وذي أوسترليان في أستراليا وإلى صحيفة الهند تايمز في الهند.
في بريطانيا كتب لصحيفة الغارديان وديلي تلغراف وديلي ميل والمشاهد وستاندبوينت والمساء القياسية من بين غيرها من المنشورات. في إسرائيل لصحف هاآرتس ومعاريف وجيروزاليم بوست. في إيران لعدد من مواقع المعارضة.
تتعلق الكثير من أعماله بالطريقة التي تغطي بها وسائط الإعلام الدولية في الشرق الأوسط. استشهد بهذا الموضوع في أوراق مثل صحيفة نيويورك تايمز وأجرى مقابلات معه في هآرتس وعلى شاشة التلفزيون حول هذا الموضوع. مقالته راشيل المنسية انتقد عبادة راشيل كوري التي تسببت في ضجة. انتقد بشدة هيئة الإذاعة البريطانية بحجة أن تغطيتها في الشرق الأوسط مائلة ضد إسرائيل وتعرض لرويترز والجارديان وسي إن إن للتدقيق.
كما كان ينتقد صحيفة نيويورك تايمز سواء من أجل تغطيتها الخارجية العامة وتاريخيا لما يعبر عنه "سجلها المؤسف بعدم تغطية المحرقة". كتبت صحيفة نيويورك تايمز "ربما لأنهم كانوا يخشون من أن الناس قد يعتقدون - خطأ - أنها صحيفة يهودية" والتقارير المؤكدة كانت موجزة ودفنت داخل الصحيفة. خلال الحرب العالمية الثانية لم تنشر أي مقالة عن محنة اليهود تحت النازيين مؤهلة من أي وقت مضى كقصة تايمز الرائدة في اليوم".
أيد غروس باستمرار إقامة دولة فلسطينية مستقلة إلى جانب إسرائيل وأشاد بإصلاحات رئيس الوزراء الفلسطيني السابق سلام فياض. إلا أنه قال: «لكي تكون قابلة للحياة وناجحة فان الأمر لا يتعلق فقط بما ستعطيه إسرائيل للفلسطينيين بل للفلسطينيين أنفسهم في الحكم الرشيد». حذر من أنه: «لا جدوى من إقامة دولة فلسطينية جديدة إذا سوف تستخدم في المقام الأول كمنطلق لإطلاق هجمات مسلحة على إسرائيل والتي من المرجح أن تؤدي بدورها إلى حرب أكثر دموية بين الإسرائيليين والفلسطينيين أكثر من أي شيء شهدناه في الماضي».

## التعليم والأسرة
تلقى غروس تعليمه في جامعة أكسفورد حيث درس الفلسفة والسياسة والاقتصاد. ولد في عائلة أدبية في لندن. كان والده جون غروس مؤلفا وناقدا متميزا وأمه ميريام غروس وشقيقته سوزانا غروس محررات أدبية بارزة. كان زوج أمه السير جيفري أوين رئيس تحرير صحيفة فاينانشال تايمز.
كان جده لأمه كورت ماي محامي ألماني يهودي هرب من الاضطهاد النازي إلى القدس حيث ولدت أم غروس. ماي المشطوب من نقابة المحامين في ألمانيا النازية بعد الدفاع عن سياسي ديمقراطي اشتراكي بارز اتهمه النازيون خطأ بأنه شيوعي وقاد في وقت لاحق المعركة القانونية لمنظمة الأمم المتحدة لإعادة الإعمار التي حاربت من أجل الحصول على رد من الشركات الألمانية لليهود المضطهدين الآخرون بعد الحرب العالمية الثانية. كان ماي أيضا مستشارا كبيرا للمدعي العام للولايات المتحدة في محكمة نورنبيرغ للحرب.
ذكر غروس أيضا التأثير القوي خلال طفولته من عرابته سونيا أورويل أرملة الكاتب جورج أورويل ونموذج البطولة لدى أورويل جوليا في رواية 1984. كتب غروس في مجلة سبكتاتور أن سونيا لم يكن لديها أطفال من تلقاء نفسها و«أصبحت تقريبا مثل الأم الثانية لي».

## براغ
كما عاش غروس وعمل في براغ حيث شغل منصب مراسل (يغطي التشيك وسلوفاكيا وألبانيا) لصحيفة ديلي تلغراف اللندنية وصنداي تلغراف. بالإضافة إلى ذلك كتب عمود منتظم لبراغ بوست والصحيفة التشيكية الرائدة ليدوفي نوفيني. عمل كمستشار لمتحف براغ اليهودي ومن بين الأشياء كتب دليل المتحف للزوار. انتقد غروس حقيقة أنه لا يوجد نصب تذكاري في براغ عن المحرقة على عكس معظم المدن الأوروبية الأخرى التي تم ترحيل اليهود منها.

## إل وإم تي في
قبل التحول إلى الصحافة السياسية والتعليق عمل غروس في وسائل الإعلام الثقافية والموسيقية والموضة. ساعد في إطلاق الطبعة التشيكية من مجلة إل وهي أول مجلة عالمية لامعة في أوروبا الشرقية ما بعد الشيوعية. شغل منصب منسق أحداث براغ لإم تي في أوروبا وكتب لمجلات الموضة الأخرى بما في ذلك هاربر بازار الطبعة الإيطالية من إل والطبعة البريطانية من كوزموبوليتان.

## العمل في روما
عمل توم غروس أيضا وكتب على نطاق واسع عن الحالة السياسية والاجتماعية للغجر. «هذه إحدى أكثر المشاكل المؤلمة والمزعجة في أوروبا اليوم على الرغم من أنه غالبا ما تهمل أو يساء تفسيرها في الإعلام من قبل وسائل الإعلام الرئيسية».
عمل لمدة سنتين ومقره في براغ مستشارا خاصا للمفوضية السامية للأمم المتحدة لشؤون اللاجئين بشأن محنة الغجر التشيك تتعلق أساسا بقضايا المواطنة الناشئة عن تفكك تشيكوسلوفاكيا. بل أنه ذهب إلى حد انتقاد الرمز الليبرالي الشهير والكاتب المسرحي فاتسلاف هافيل في عمود في مجلة سبكتاتور لعدم قيامه بما يكفي لمساعدة الغجر أثناء عمله كرئيس التشيك.
عمل مستشارا معنيا بالغجر لدى منظمة الأمن والتعاون في أوروبا ولعدة منظمات غير حكومية من بينها منظمة العفو الدولية وهلسنكي ووتش والمجلس الدانمركي للاجئين ومركز طالبي اللجوء الهولنديين.
استشهد بآرائه بشأن الغجر في عدد من المنشورات المطبوعة بما في ذلك صحيفة نيويورك تايمز. كتب عن الغجر في المنشورات بما في ذلك وول ستريت جورنال وفايننشال تايمز وهاآرتس وبراغ بوست. كتب غروس أيضا النعي في صحيفة الغارديان البريطانية في ميلينا هوبشمانوفا الأستاذ المؤسس لدراسات الغجر في جامعة كارلوفا في براغ وإحدى كبار خبراء الغجر في كل العصور.

## التلفزيون والإذاعة
عمل توم غروس في عدد من البرامج التلفزيونية والأفلام الوثائقية بما في ذلك قناة بي بي سي في غجر التشيك ودليل بي بي سي الخام لبراغ وبراتيسلافا وبرنامج بي بي سي الوثائقي عن ألمان سوديتن. في الشرق الأوسط ظهر كضيف معلق على شبكة سي إن إن وفوكس نيوز والإذاعة الوطنية العامة وتمت مقابلته حول السياسة البريطانية على شبكات مثل سكاي نيوز عربية وأخبار إسرائيل الإسرائيلية وروسيا اليوم.

## كتب
توم غروس هو مؤلف مشارك (مع مارغريت هلفغوت) خارج اللحن: ديفيد هلفغوت وأسطورة تألق (وارنر بوكس، نيويورك، 1998) ودليل تايم أوت إلى براغ (كتب البطريق، لندن، 1995). تلقى خارج اللحن مراجعات متحمسة في الصحف الرائدة في الولايات المتحدة وكندا وأستراليا وبريطانيا والصين وأمريكا الجنوبية. اشتهر بأنه «عمل كبير وشجاع على مستوى كل من الموسيقى والأفلام». كان خارج اللحن السمة الأكثر أهمية من عبقرية المضطربة من قبل هافينغتون بوست في أبريل 2011.
ساهم غروس أيضا في مقالات لعدد من الكتب بما في ذلك أولئك الذين ينسون الماضي (تحرير رون روزنباوم، راندوم هاوس، نيويورك، 2004).
عمل كمستشار في العديد من الكتب بما في ذلك دفن مبادئي: الغجر ورحلتهم (من قبل إيزابيل فونسيكا) ومحررا على الآخرين بما في ذلك ألمانيا والغجر: محنة ما بعد أوشفيتز (جلعاد مارغاليت).

## الخدمة العامة
غروس هو مدير طوعي لمؤسسة رفيق بدوي وعضو في المجلس الاستشاري الدولي لمراقب المنظمات غير الحكومية في الشرق الأوسط ديغ وكيرين مالكي وهي جمعية خيرية تساعد الأطفال ذوي الاحتياجات الخاصة في إسرائيل. أسس موقع على بيان مبادئ جمعية هنري جاكسون في لندن. شغل منصب رئيس المجلس الاستشاري الدولي لأوركسترا كيبوتز نتانيا.

## الروابط الخارجية
- توم غروس وسائل الإعلام
- ناشيونال بوست  موقع التعليق الكامل
- الاستعراض الوطني  مدونة وسائل الإعلام